# Râul Rusca Mică
Râul Rusca Mică este un curs de apă din județul Galați, unul din cele două brașe care formează râul Rusca.